# Чжэннин
Чжэнни́н (кит. упр. 正宁, пиньинь Zhèngníng) — уезд городского округа Цинъян провинции Ганьсу (КНР).

## История
В эпоху Южных и Северных династий был создан уезд Янчжоу (阳周县). Во времена империи Суй в связи с тем, что здесь протекает река Лошуй, в 598 году уезд был переименован в Лочуань (罗川县).
Во времена империи Тан императору Сюань-цзуну приснилось, что «под Ло» собрались небожители, и посланный в эти места чиновник откопал изображения небожителей, которые были словно живые. После этого уезд был переименован в Чжэньнин (真宁县) — сокращение от «чжэньжэнь аньнин» («истинные люди спокойно покоятся»).
Во времена империи Цин после того, как на престол взошёл Айсиньгёро Иньчжэнь, из-за практики табу на имена, чтобы избежать использования иероглифа «чжэнь», читающегося точно так же, как и иероглиф из личного имени императора, в 1723 году название уезда было изменено на Чжэннин.
В 1949 году был образован Специальный район Цинъян (庆阳专区), и уезд вошёл в его состав. В 1955 году Специальный район Цинъян был присоединён к Специальному району Пинлян (平凉专区). В 1958 году уезд Чжэннин был присоединён к уезду Нинсянь. В 1962 году Специальный район Цинъян был воссоздан, а уезд Чжэннин был вновь выделен из уезда Нинсянь. В 1970 году Специальный район Цинъян был переименован в округ Цинъян.
В 2002 году округ Цинъян был преобразован в городской округ.

## Административное деление
Уезд делится на 8 посёлков, 1 волость и 1 национальную волость.